# Născuți asasini
Născuți asasini (în engleză Natural Born Killers) este un film de acțiune/crimă/dragoste american din anul 1994, regizat de Oliver Stone, cu un scenariu scris de Quentin Tarantino și David Veloz. În rolurile principale: Woody Harrelson, Juliette Lewis, Robert Downey Jr., Tommy Lee Jones, Tom Sizemore.
Pelicula spune povestea lui Mickey (Woody Harrelson) și Mallory Knox (Juliette Lewis), un cuplu de criminali în serie. Filmul prezintă etapele prin care trec cei doi îndrăgostiți, începând cu momentul în care se întâlnesc pentru prima oară, continuând cu seria de crime (care îi face celebri, atrăgând tot mai mult atenția mass-mediei).

## Distribuție
- Tommy Lee Jones - Dwight McClusky
- Tom Sizemore - Detectivul Jack Scagnetti
- Robert Downey Jr. - Wayne Gale
- Ashley Judd - Grace Mulberry
- Hank Corwin - Headless Figure/Mickey's Dad Demon
- Edward Conna - Gerald Nash
- James Gammon - Redneck's Buddy in the Diner
- Evan Handler - David
- Mark Harmon - Mickey Knox in Wayne Gale's Reconstruction
- Russell Means - Old Indian
- Maria Pitillo - Deborah
- Jamie Harrold - Kid #2
- Steven Wright - Dr. Emil Reingold
- Balthazar Getty - Gas Station Attendant
- Don Murphy - Gardian
- Jared Harris - London Boy
- Josh Richman - Soundman
- John M. Watson Sr. - Black Inmate
- Arliss Howard - Owen Traft, Mickey & Mallory's Guardian Angel/The Demon
- Saemi Nakamura - Japanese Girl #1/Japanese Reporter
- Herb Gains - Wayne Gale's assistant
- Marshall Bell - Deputy #1
- Dale Dye - Dale Wrigley
- Edie McClurg - Mallory's Mom
- Emmanuel Xuereb - French Boy #2
- Carl Ciarfalio - Mallory's Guard #2
- Joe Grifasi - Deputy Sheriff Duncan Homolka
- Richard Lineback - Sonny
- Glen Chin - Druggist
- Melinda Renna - Antonia Chavez
- Paul Dillon - Prison Inmate Who Breaks TV
- Rodney Dangerfield - Ed Wilson, Mallory's Dad
- John Busse - Reporter
- Red West - Cowboy Sheriff
- Louis Lombardi - Deputy Sparky
- Kathy Long - Female deputy kicking Mickey
- Sean Stone - Kevin
- Pruitt Taylor Vince - Deputy Warden Kavanaugh
- Kirk Baltz - Roger
- Lanny Flaherty - Earl
- O-Lan Jones - Mabel
- Everett Quinton - Deputy Warden Wurlitzer
- Ed White - Pinball Cowboy